# فستر سنتر (رود آیلند)
فستر سنتر (به انگلیسی: Foster Center) شهری در ایالت رود آیلند کشور ایالات متحده آمریکا است که جمعیت آن در سرشماری سال ۲۰۱۰ میلادی، ۳۵۵ نفر بوده‌است.

## نگارخانه

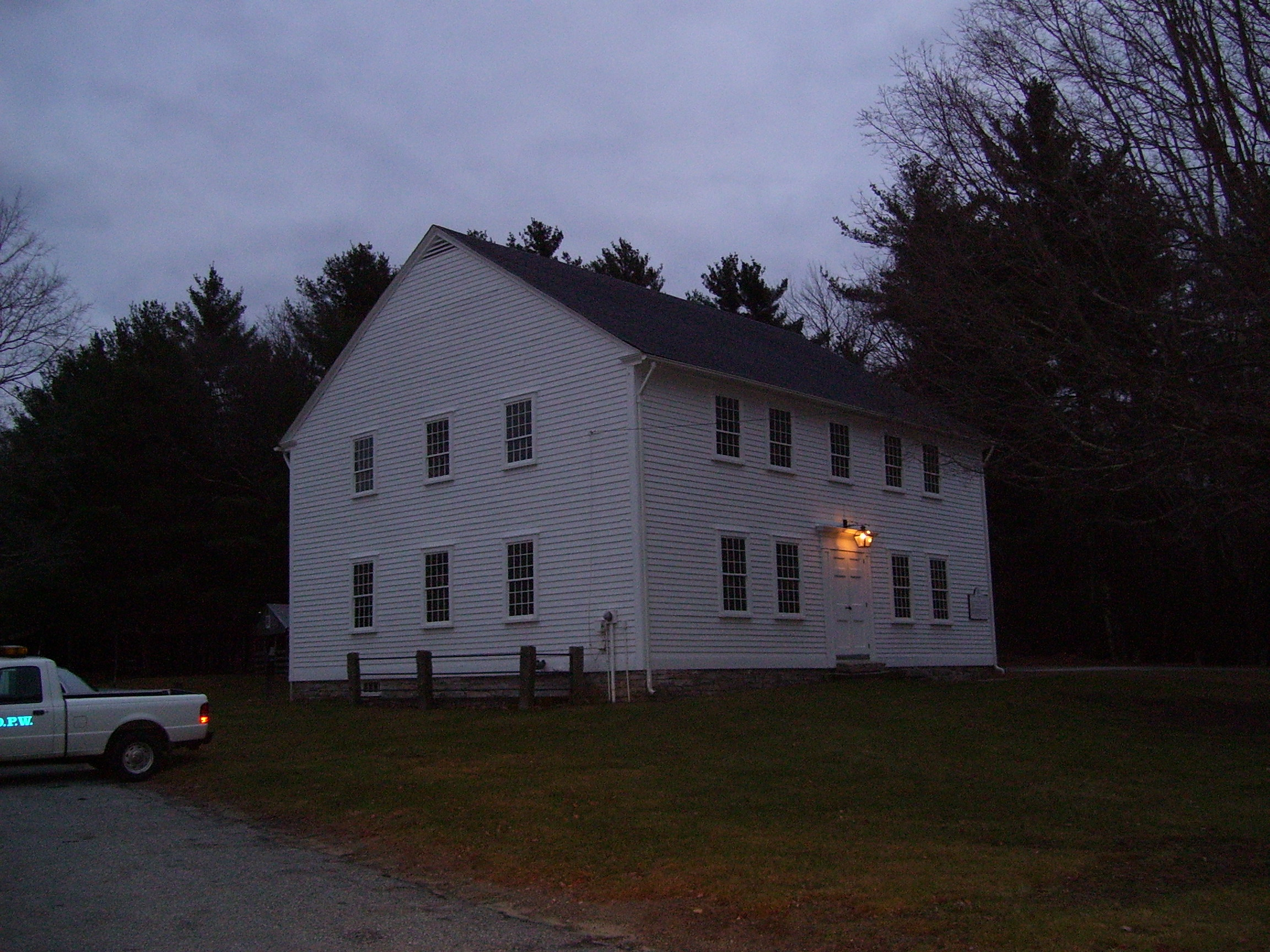
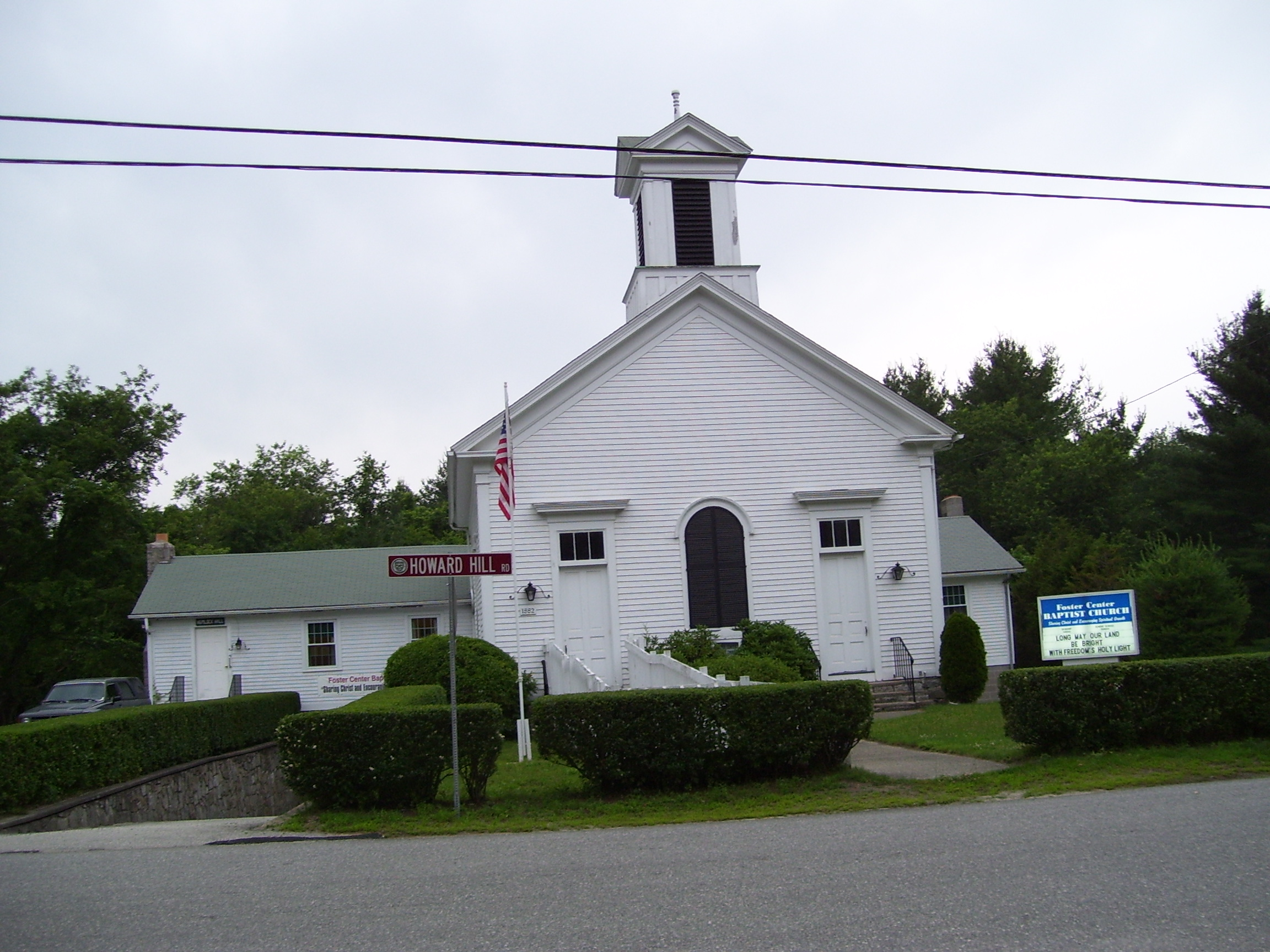
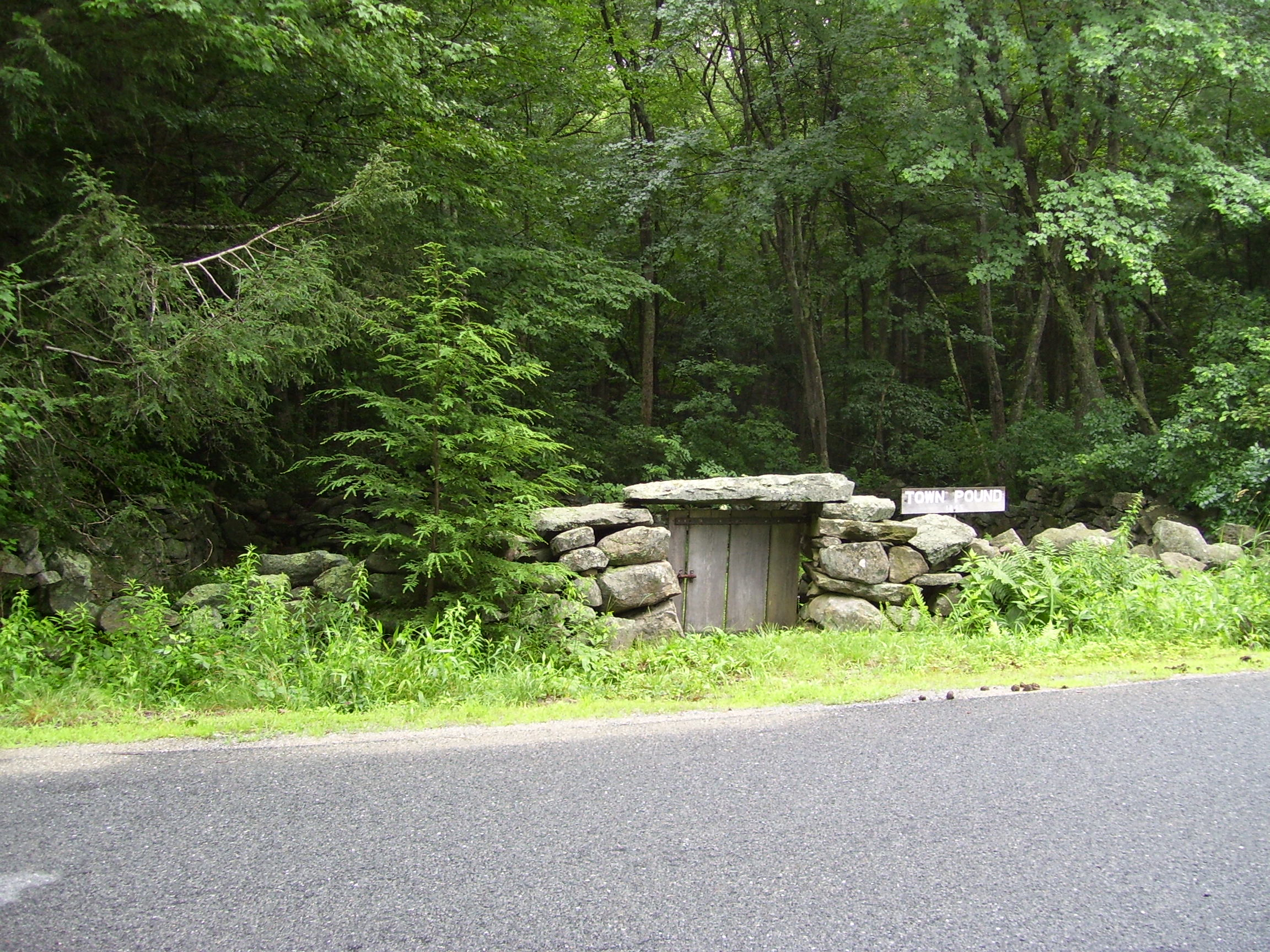